# Kiss Árpád (jogász)
Kiss Árpád (Felsőcsertés, 1907. május 8. – Marosvásárhely, 1976. augusztus 21.) jogász, jogi szakíró, jogi statisztikus.

## Életútja
Középiskolai tanulmányait a gyulafehérvári Majláth Gimnáziumban végezte (1926), a kolozsvári I. Ferdinand-Egyetemen jogtudományi oklevelet szerzett (1931). Ügyvédjelölt volt Nyárádszeredán (1931–33), majd Bukarestben folytatott ügyvédi gyakorlatot, ahol mint Willer József országgyűlési képviselő titkára az Országos Magyar Párt (OMP) keretében jogvédelmi feladatokat látott el (1934–40). Marosvásárhelyen 1942-től a város tiszti ügyésze nyugdíjazásáig. Közben az 1950-es években a Duna-csatornánál volt kényszermunkatelepen.
Jogi szakírói működését az Erdélyi Fiatalok munkatársaként kezdte, itt jelent meg Állítsuk fel az erdélyi magyar intelligencia kataszterét című felhívása (1931/3. sz.). Ugyanebben az évben a Magyar Kisebbség adta ki A kisebbségi kérdés román irodalmának bibliográfiája című munkáját. Később a jogvégzett fiatalság elhelyezkedési lehetőségeit vizsgálta az Erdélyi Fiatalok hasábjain (1934/4. sz.), a Magyar Kisebbség számára pedig az állami magyar tannyelvű elemi iskolák és tagozatok adatait dolgozta fel a román Közoktatási Minisztérium kimutatásai alapján, figyelmeztetve arra a tényre, hogy magyar tanítási nyelvű állami iskolákban mindössze 11 484 gyermek talált helyet, míg 175 000 magyar tanulót nem részesítenek anyanyelvi oktatásban (1936-37).